# Campionati del mondo di ciclocross 2003
I Campionati del mondo di ciclocross 2003 (en.: 2003 UCI Cyclo-cross World Championships) si svolsero a Monopoli, in Italia, il 1° e il 2 febbraio.

## Eventi
Sabato 1º febbraio
- 11:00-11:50 Uomini Junior
- 14:00-15:00 Uomini Under-23

Domenica 2 febbraio
- 10:00-10:50 Donne
- 12:40-13:50 Uomini Elite

## Medagliere
| Pos.   | Nazione     | Oro | Argento | Bronzo | Totale |
| ------ | ----------- | --- | ------- | ------ | ------ |
| 1      | Paesi Bassi | 2   | 1       | 1      | 4      |
| 2      | Belgio      | 1   | 2       | 1      | 4      |
| 3      | Italia      | 1   | 0       | 0      | 1      |
| 4      | Germania    | 0   | 1       | 0      | 1      |
| 5      | Francia     | 0   | 0       | 1      | 1      |
| 5      | Rep. Ceca   | 0   | 0       | 1      | 1      |
| Totale | Totale      | 4   | 4       | 4      | 12     |

## Podi
| Eventi            | Oro                              | Tempo   | Argento                         | Tempo | Bronzo                     | Tempo   |
| Gare maschili     |                                  |         |                                 |       |                            |         |
| Elite dettagli    | Bart Wellens Belgio              | 56'43"  | Mario De Clercq Belgio          | a 38" | Erwin Vervecken Belgio     | a 1'20" |
| Under-23 dettagli | Enrico Franzoi Italia            | 49'22"  | Wesley Van Der Linden Belgio    | a 28" | Thijs Verhagen Paesi Bassi | a 30"   |
| Junior dettagli   | Lars Boom Paesi Bassi            | 37' 51" | Eddy van Ijzendoorn Paesi Bassi | + 30" | Zdeněk Štybar Rep. Ceca    | + 36"   |
| Gara femminile    |                                  |         |                                 |       |                            |         |
| Elite dettagli    | Daphny van den Brand Paesi Bassi | 38'24"  | Hanka Kupfernagel Germania      | a 2"  | Laurence Leboucher Francia | a 16"   |